# 衆議院会派の一覧
衆議院会派の一覧（しゅうぎいんかいはのいちらん）は、日本の衆議院における院内会派の一覧である。

## 現在の会派
|                       |                          |                                                                 |              |        |  |
| 会派名                | 会派名                   | 所属党派                                                        | 党派別議員数 | 議席数 |  |
| 与党                  | 与党                     | 与党                                                            | 与党         | 220    |  |
|                       | 自由民主党・無所属の会   | 自由民主党                                                      | 195          | 196    |  |
| 無所属                | 自由民主党・無所属の会   | 1                                                               |              | 196    |  |
|                       | 公明党                   | 公明党                                                          | 24           | 24     |  |
| 野党                  | 野党                     | 野党                                                            | 野党         | 240    |  |
|                       | 立憲民主党・無所属       | 立憲民主党                                                      | 147          | 148    |  |
| 社会民主党            | 立憲民主党・無所属       | 1                                                               |              | 148    |  |
|                       | 日本維新の会             | 日本維新の会                                                    | 38           | 38     |  |
|                       | 国民民主党・無所属クラブ | 国民民主党                                                      | 27           | 27     |  |
|                       | れいわ新選組             | れいわ新選組                                                    | 9            | 9      |  |
|                       | 日本共産党               | 日本共産党                                                      | 8            | 8      |  |
|                       | 有志の会                 | 無所属                                                          | 4            | 4      |  |
|                       | 参政党                   | 参政党                                                          | 3            | 3      |  |
|                       | 日本保守党               | 日本保守党                                                      | 3            | 3      |  |
| 無所属                | 無所属                   | 無所属                                                          | 無所属       | 5      |  |
|                       | 無所属                   | 議長：額賀福志郎（自由民主党） 副議長：玄葉光一郎（立憲民主党） | 2            | 5      |  |
| 無所属                | 無所属                   | 3                                                               |              | 5      |  |
| 合計                  | 合計                     | 合計                                                            | 合計         | 465    |  |
| 表示 ノート 編集 履歴 |                          |                                                                 |              |        |  |

## 戦後直後から55年体制前に成立した会派
- 無所属倶楽部
- 同志クラブ→民主クラブ

## 55年体制下で成立した会派

### 日本共産党系
- 日本共産党（1946 - 1952）→(議席喪失により消滅)
- 日本共産党(1953 - 現在）

### 自民党系

#### 自由民主党
- 自由民主党(1955 - 1979)→自由民主党・自由国民会議(1979 - 1980)→自由民主党(1980 - 1983)→自由民主党・新自由国民連合(1983 - 1986,統一会派)→自由民主党(1986 - 1993)

#### 新自由クラブ
- 新自由クラブ(1976 - 1981)→新自由クラブ・民主連合(1981[2] - 1983,統一会派)→新自由クラブ(1983)→自由民主党・新自由国民連合(1983 - 1986,統一会派)→(自由民主党に合流)

### 日本社会党系

#### 日本社会党
- 日本社会党(1955 - 1982)→日本社会党・護憲共同(1982 - 1983)→日本社会党(1983)→日本社会党・護憲共同(1983 - 1992)→日本社会党・護憲民主連合(1992 - 1996,統一会派)

#### 民主社会党 - 民社党
- 民主社会党(1960 - 1969)→民社党(1969 - 1979)→民社党・国民連合(1979 - 1986)→民社党・民主連合(1986 - 1990,統一会派)→民社党(1990 - 1993)

#### 社会民主連合
- 社会民主連合(1978 - 1981)→ 新自由クラブ・民主連合(1981 - 1983,統一会派)→社会民主連合(1983 - 1986)→日本社会党・護憲共同 (1986 - 1990,統一会派)／民社党・民主連合(1986 - 1990,統一会派)[3]→社会民主連合(1990)→進歩民主連合(1990 - 1992,統一会派)→日本社会党・護憲民主連合(1992 - 1994,統一会派)[注釈 1][注釈 2]

#### 無所属
- 社会クラブ(1959)→民主社会クラブ(1959 - 1960)→(民主社会党結成)
- 民社クラブ (1959)→(民主社会クラブに合流)

### 公明党系

#### 公明党
- 公明党(1967 - 1976)→公明党・国民会議[4](1976 - 1993)

### その他

#### 進歩党
- 進歩民主連合(1990 - 1992,統一会派)→(解消)

#### 無所属
- 農命会

## 55年体制崩壊後に成立した会派

### 自民党系

#### 自由民主党
- 自由民主党・自由国民会議(1993 - 1994)→自由民主党(1994 - 1995)→自由民主党・自由連合(1995 - 1996,統一会派)→自由民主党(1996 - 2007)→自由民主党・無所属会(2007)→自由民主党(2007 - 2009)→自由民主党・改革クラブ(2009 - 2010,統一会派)→自由民主党・無所属の会(2010 - 2012)→自由民主党(2012 - 2016)→自由民主党・無所属の会(2016 - 2017)→自由民主党(2017 - 2019)→自由民主党・無所属の会(2019 - 2021)→自由民主党(2021 - 2023)→自由民主党・無所属の会(2023 - 現在)

#### 新生党
- 新生党・改革連合(1993 - 1994)→新生党[5](1994)→改新(1994,統一会派)→改革[6](1994,統一会派)→(新進党結成)

#### 新党さきがけ
- さきがけ日本新党(1993 - 1994,統一会派)→新党さきがけ(1994)→新党さきがけ・青雲[5](1994,統一会派)→さきがけ・青雲・民主の風[5](1994,統一会派)→新党さきがけ[7](1994 - 1998)→さきがけ[8](1998 - 1999[9])→(解消)
- 民主党設立委員会[10](1996)→(民主党結成)

#### 改革の会
- 改革の会(1994)→改新(1994,統一会派)→改革(1994,統一会派)→(新進党結成)

#### 新党みらい
- 新党みらい[11](1994)→改革(1994,統一会派)→(新進党結成)

#### 自由党(柿澤自由党)
- 自由党[11](1994)→改新(1994,統一会派)→改革(1994,統一会派)→(新進党結成)

#### 高志会
- 高志会[7](1994)→改革(1994,統一会派)→(新進党結成)

#### 国民新党
- 国民新党・日本・無所属の会(2005 - 2006,統一会派)→国民新党・無所属の会(2007)→国民新党・そうぞう・無所属の会(2007 - 2008,統一会派)→国民新党・無所属の会(2008)→国民新党・大地・無所属の会(2008 - 2009,統一会派)→国民新党(2009 - 2010)→国民新党・新党日本(2010 - 2012,統一会派) →国民新党(2012)→国民新党・無所属の会(2012)→国民新党(2012)→民主党・無所属クラブ・国民新党(2012,統一会派)→(政党要件消滅)

#### たちあがれ日本 - 太陽の党
- たちあがれ日本(2010 - 2012)→太陽の党(2012)→(日本維新の会に合流)

### 民主党系

#### 旧民主党 - 旧国民民主党 - 国民民主党
- 民主党(1996 - 1998)→民主友愛太陽国民連合[12](1998,統一会派)→民友連[12](1998,統一会派)→民主党(1998 - 2000)→民主党・無所属クラブ[注釈 3](2000 - 2012)→民主党・無所属クラブ・国民新党(2012,統一会派)→民主党・無所属クラブ(2012 - 2015)→民主・維新・無所属クラブ[注釈 4](2015 - 2016,統一会派)→民進党・無所属クラブ(2016 - 2017)→希望の党・無所属クラブ(2017 - 2018)→国民民主党・無所属クラブ(2018 - 2019)→立憲民主・国民・社保・無所属フォーラム(2019 - 2020,統一会派)→立憲民主・国民・社民・無所属(2020,統一会派)→国民民主党・無所属クラブ(2020 - 現在)

#### 旧立憲民主党 - 立憲民主党
- 立憲民主党・市民クラブ(2017 - 2018)→立憲民主党・無所属フォーラム(2018 - 2019)→立憲民主・国民・社保・無所属フォーラム(2019 - 2020,統一会派)→立憲民主・国民・社民・無所属(2020,統一会派)→立憲民主・社民・無所属(2020 - 2021,統一会派)→立憲民主党・無所属[注釈 5](2021 - 現在)

#### 新党きずな
- 新党きづな(2012)→国民の生活が第一・きづな(2012,統一会派)→(日本未来の党に合流)

#### 国民の生活が第一
- 国民の生活が第一・無所属の歩(2012)→国民の生活が第一(2012)→国民の生活が第一・きづな(2012,統一会派)→(日本未来の党に合流)

#### 教育無償化を実現する会
- 教育無償化を実現する会(2023 - 2024)→日本維新の会・教育無償化を実現する会(2024,統一会派)→(日本維新の会に合流)

#### 無所属
- 改革無所属の会(2012)
- 無所属の会(2017 - 2019)→立憲民主党・無所属フォーラム(2019)→立憲民主・国民・社保・無所属フォーラム(2019 - 2020,統一会派)→(立憲民主党結成)
- (無所属の会)→社会保障を立て直す国民会議(2019)→立憲民主・国民・社保・無所属フォーラム(2019 - 2020,統一会派)→(立憲民主党結成)
- 未来日本(2018 - 2019)→(解消)
- 有志の会(2021 - 現在)

### 社会党・社民党系

#### 日本社会党 - 社会民主党
- →社会民主党・市民連合(1996 - 2019)→立憲民主・国民・社保・無所属フォーラム(2019 - 2020,統一会派)→立憲民主・国民・社民・無所属(2020,統一会派)→立憲民主・社民・無所属(2020 - 2021,統一会派)→立憲民主党・無所属(2021 - 現在)
- 民主連合・民主新党クラブ(1995)→(会派結成取り下げ→離党)
- 民主党設立委員会[10](1996)→(民主党結成)

#### 民社党
- →民社党・新党クラブ(1993 - 1994)→改新(1994,統一会派)→改革(1994,統一会派)→(新進党結成)

#### 社会民主連合
- →さきがけ日本新党[注釈 6](1994,統一会派)→改革(1994)→(日本新党に合流)

#### 新社会党・平和連合 - 新社会党
- 新社会党・平和連合(1996)→(議席喪失により消滅)

#### 無所属
- (民主連合・民主新党クラブ)→民主の会[13](1995)→(市民リーグ結成)
- 無所属クラブ[13](1995)→(新社会党・平和連合結成)

### 公明党系

#### 旧公明党 - 公明新党
- →公明党(1993 - 1994)→改革(1994,統一会派)→(新進党結成)

#### 公明党
- 公明党・改革クラブ(1998 - 2000,統一会派)→公明党(2000 - 現在)

### みんなの党系

#### みんなの党
- みんなの党(2009 - 2014[14])→(解党)

#### 結いの党
- 結いの党(2014)→日本維新の会・結いの党(2014,統一会派)→(維新の党結党)

### 日本維新の会系

#### 旧日本維新の会
- 日本維新の会(2012 - 2014)→(分党により解散[注釈 7])
- (暫定政党の新会派として結成)→日本維新の会・結いの党[15](2014,統一会派)→(維新の党結成)

#### 維新の党
- 維新の党(2014 - 2015)→民主・維新・無所属クラブ(2015 - 2016,統一会派)→(民進党結成)

#### 草莽の会 - 改革結集の会
- 改革結集の会(2015 - 2016)→(解散)

#### おおさか維新の会 - 日本維新の会
- おおさか維新の会(2015 - 2016)→日本維新の会(2016 - 2020)→日本維新の会・無所属の会[16](2020 - 2021)→日本維新の会(2021 - 2024)→日本維新の会・教育無償化を実現する会(2024,統一会派)→日本維新の会(2024 - 現在)

#### 次世代の党
- 次世代の党[15](2014 - 2015)→(議席喪失により消滅)

### 新進党系

#### 新進党
- 新進党(1994 - 1995)→新進党・民主会議[17](1995)→新進党(1996 - 1997)→(解党)

#### 自由党
- 自由党(1998 - 2003)→(民主党に合流)

#### 太陽党
- 太陽党(1996 - 1997)→民主党(1997 - 1998,統一会派)→民主友愛太陽国民連合(1998,統一会派)→(民政党結成)

#### フロムファイブ
- 民主友愛太陽国民連合(1998,統一会派)→(民政党結成)

#### 国民の声
- 民主友愛太陽国民連合(1998,統一会派)→(民政党結成)

#### 民政党
- 民主友愛太陽国民連合(1998,統一会派)→民友連(1998,統一会派)→(民主党に合流)

#### 新党友愛
- 民主友愛太陽国民連合(1998,統一会派)→民友連(1998,統一会派)→(民主党に合流)

#### 新党平和
- 平和・改革(1998,統一会派)→(公明党再結成)

#### 改革クラブ
- 平和・改革(1998,統一会派)→公明党・改革クラブ(1998 - 2000,統一会派)→(議席喪失･解党により統一会派解消)

#### 保守党 - 保守新党
- 保守党(2000 - 2002)→保守新党(2002 - 2003)→(自由民主党に合流)

### 日本新党系

#### 日本新党
- さきがけ日本新党(1993 - 1994,統一会派)→改革[5][11](1994)→改新(1994,統一会派)→改革(1994,統一会派)→(新進党結成)

#### 無所属
- グループ青雲[5](1994)→新党さきがけ・青雲(1994,統一会派)→さきがけ・青雲・民主の風(1994,統一会派)→(新党さきがけに合流)
- 民主の風[5](1994)→さきがけ・青雲・民主の風(1994,統一会派)→(新党さきがけに合流)
- 民主新党クラブ[6](1994 - 1996)→(市民リーグ結成)

### その他

#### 市民リーグ
- 市民リーグ・民改連(1996,統一会派)→民主党設立委員会(1996,統一会派)→(民主党結成)

#### 減税日本
- 減税日本・平安(2012)→減税日本(2012)→(減税日本・反TPP・脱原発を実現する党[18]結成→直後に日本未来の党に合流[19])

#### 日本未来の党 - 生活の党 - 自由党
- 日本未来の党[20](2012)→生活の党[20](2012 - 2015)→生活の党と山本太郎となかまたち(2015 - 2016)→自由党(2016 - 2018)→(議員退職の為、会派要件喪失により消滅[21])
- 自由党[21](2018 - 2019)→国民民主党・無所属クラブ[22](2019,統一会派)→(国民民主党に合流)

#### れいわ新選組
- れいわ新選組(2021 - 現在)

#### 参政党
- 参政党(2024 - 現在)

#### 日本保守党
- 日本保守党(2024 - 現在)

#### 無所属
- 21世紀クラブ[23]
- 尊命(2003)→フロンティア[24](2003)→(議席喪失により消滅)
- 国益と国民の生活を守る会(2009 - 2011)

#### 見なし会派
- 未来政治経済研究会[25](2024)